# 井上太一
井上 太一（いのうえ たいち、1922年3月30日 - 1997年7月8日）は、日本の経営者、銀行家。京都銀行頭取を務めた。京都府京都市出身。

## 経歴
1946年に大阪商科大学を卒業し、同年に京都銀行に入行。1968年11月に取締役に就任し、1972年3月に常務、1974年11月に専務を経て、1978年12月に副頭取に就任し、1979年4月に頭取に昇格。1994年5月に会長に就任。
1985年11月に藍綬褒章を受章。
1997年7月8日肝不全のために死去。75歳没。